# Kostel svatého Jiří (Malesice)
Kostel svatého Jiří v Malesicích, tvoří spolu se zdejším zámkem dominantu obce, dnes městského obvodu Plzeň 9-Malesice. Kostel je nemovitou kulturní památkou.

## Popis kostela
Nejstarší částí chrámu je téměř čtvercové presbyterium zaklenuté křížovou klenbou završenou svorníkem ve tvaru růžice se třemi řadami okvětních lístků. Klínová žebra klenby nasedají na konzoly ve tvaru poloviny osmibokého jehlanu na špic postaveného. Prostor kněžiště osvětluje okno v jižní stěně. Jeho tvar se stlačeným obloukem ve vrchní části je však druhotný. Na východní stěně je patrné původní umístění dnes již zazděného gotického okna v ose chrámu. V severní stěně je vstup do sakristie, zdobený kamenným zdobeným portálem. Dále východněji je nika dochovaného snad již gotického sanktuária, které má obdélný tvar a je uzavřeno kovovými dvířky s unikátním rozvorovým zámkem.
Obdélná sakristie přiléhá k severní části presbyteria. Strop tvoří dvě placky, původně však byla zaklenuta stejně jako presbyterium křížovou klenbou. Vnější vstup je v západní stěně. Prostor osvětluje okno v severní stěně. Nad dveřmi je další malé okénko. Zajímavostí je nika v západní stěně vedle dveří, které se lze domnívat, že původně sloužila jako malý krb. K východní stěně přiléhá přístavek schodiště na půdu kněžiště. Vstup je v severní stěně a osvětlení zajišťuje dvojice oken ve východní stěně.
Hlavní loď chrámu je od presbyteria oddělena přes sedm metrů vysokým lomeným vítězným obloukem a výškově dvěma schody. Podlahu tvoří kamenné plotny. Plochostropý prostor lodi osvětluje šest jednoduchých nahoře obloukem zaklenutých oken, tři po každé straně a jedním v západní stěně na úrovni zděné kruchty. Ta má hloubku 6,2 metrů a je vynesená dvojicí hranolových pilířů a přístupná levotočivým schodištěm v jihozápadním roku. Podlaha kruchty je z šestibokých pálených dlaždic. Jižní stěnu chrámové lodi člení oratoř s balkónem, která je prostorově vetknuta do spodní části věže přiléhající k jižní stěně lodě přiléhá. Oratoř je zaklenuta křížovou klenbou.
Čtvercová věž přiléhající z jižní části k chrámové lodi je renesančního původu. Věž je přístupná ze severu z lodi a dveřmi z jihu. Ve východní části věže je schodiště na oratoř. Vyšší část věže, kterou tvoří jeden spojitý prostor, je přístupná z půdy hlavní lodi. Prostor je vyplněn dvoupatrovou zvonovou stolicí a osvětlen trojicí oken žaluziového typu, která byla v minulosti v dolní části z poloviny zazděna. Věž je vyvrcholena zvonovitým zakončením s makovicí a křížem.
Ve zvonové stolici ve věži jsou osazeny čtyři zvony. V horní části je osazen větší zvon v vročením 1654 a upomínkou na Melichara Matouše Michelina z Plzně a reliéfem Panny Marie na krku. Druhý, menší, z 15. století, nese nápis v gotické minuskuli „Zdávas Maria milosti plná, pán s tebou…“. Třetí zvon, osazený ve spodní části, nese text „Iacob Wilhelm Seitz hat mich gegossen in Pilsen 1782 – Leopold baro de Schirnding“. Čtvrtý, z roku 1863, je zasvěcen sv. Janu Nepomuckému.

## Historie
Historie kostela sahá až do 14. století na jeho závěru v roce 1384 je zmiňován jako farní. Z tohoto nejstaršího období pochází kněžiště, některé části lodi i sakristie, která si však oproti presbyteriu nezachovala původní zastropení. V období renesance byla přistavěna věž, do které byla v 19. století vetknuta oratoř. Vznik sgrafitové výzdoby věže je spojován s rokem 1597, stejně jako první velká přestavba kostela. V roce 1815 rovněž prodloužena loď kostela spolu s výstavbou kruchty. Oprava kostela je pak dále zaznamenána v letech 1840 a 1947, kdy došlo k obnově renesančních sgrafit.

## Interiér
Cennou součástí interiéru byla monstrance pořízená Annou Šefránkovou v roce 1503 či pozdně gotický svatého Jiří z roku 1520, který byl původně umístěn v kostele Povýšení svatého Kříže v Chotíkově. Zachycuje sv. Jiří jako rytíře v tzv. maxmiliánské zbroji v boji s drakem, na pozadí s krajinou kolem Malesic a Chotíkova. Tyto cenné součásti mobiliáře byly dlouhodobě zapůjčeny v Národní galerii v Praze.